# 도쿄 우에노역
《도쿄 우에노역》(일본어: JR上山駅公园駅)은 재일 한국인 유미리 작가의 소설이다.
소설은 2011년 3월 11일 재난 뿐만 아니라 일본 북동부 출신의 이주 노동자와 도쿄 올림픽 건설 현장에서의 작업을 주제로 작가의 역사적 기억을 반영한다.